# Грипас Надія Яківна
Надія Яківна Грипас (до шлюбу Яценко; нар. 26 червня 1928—2005) — українська лінгвостилістка, доктор філологічних наук, професор.

## Життєпис
Надія Яценко народилася 26 червня 1928 року в с. Храпачів Білоцерківського р-ну Київської обл. Була третьою дитиною з п'яти, про яких піклувалася тільки мати-колгоспниця, що мала інвалідність другої групи.
1945 року, після закінчення семирічки, вступила до сільськогосподарського технікуму, який забезпечував житлом і стипендією. Після закінчення навчання протягом трьох років працювала зоотехніком.
Успішно склавши іспити, стала студенткою філологічного факультету Київського педінституту. Уже на другому курсі отримала підвищену стипендію — єдине джерело достатку, наприкінці навчання — диплом з відзнакою. А далі — аспірантура, підтримка і доброзичливість викладачів, особливо професорів М.А.Жовтобрюха та А. П. Медушевського.
Н. Я. Грипас учителювала, працювала вихователькою школи-інтернат у Донецьку. Одночасно виконувала обов'язки позаштатної інспекторки мови Донецького міськВНО. Участь в інспектуванні дала можливість вивчати школу, досвід учителів української і російської мов, що знадобилося й під час викладацької роботи в Донецькому педагогічному інституті (1962—1966).
Важкий для здоров'я клімат м. Донецька змусив Н. Я. Грипас переїхати на Поділля. З  1 вересня 1966 р. розпочала трудову діяльність у Кам'янець-Подільському державному педагогічному інституті на кафедрі української мови філологічного факультету на посадах асистента, старшого викладача, доцента.
У січні 1967 року захистила кандидатську дисертацію «Лексика художніх творів П.А. Грабовського».
З 1977 року по 1990 рік працювала на факультеті початкового навчання завідувачкою кафедри мовознавства і методики початкового навчання. Постійно допомагала й учителям області. Традиційними були виїзні засідання кафедри, де обговорювалися важливі питання лінгводидактики й учительської практики. Часто як ілюстрування методичних порад проводила й сама уроки. На базі ЗОШ № 1 міста Старокостянтинова вела постійнодіючий семінар «Робота над образним значенням слова на уроках читання у початкових класах». Логічним завершенням семінару стали методичні рекомендації на допомогу молодим вчителям початкових класів — «Робота над художнім текстом на уроках читання», що вийшли друком 1983 року, які водночас акумулювали основні положення посібника «Робота над текстом у початкових класах», виданого 1986 року.
У червні 2005 року Надія Яківна Грипас померла.

## Наукова діяльність
Н. Я. Грипас організувала науково-методичну проблемну групу, яка діяла на базі Кам'янець-Подільської ЗОШ № 12. До складу групи входили усі вчителі початкових класів школи і студенти, що виконували дипломні роботи. Проблема, над якою працювала група, була «Використання таблиць на уроках мови в початкових класах». Таблиці, які склала Н. Я. Грипас, тут апробувалися. Кожна таблиця обговорювалася на засіданнях групи. Експериментальне апробування сприяло виходу «Таблиць з української мови для третього класу» (1983) та методичних вказівок до них (1984), а також статті «Таблиця як засіб навчання мови» у журналі «Початкова школа».
Планомірно і послідовно організовувала Н. Я. Грипас вивчення й узагальнення передового досвіду вчителів. Оформлялися теки, до яких вносилися відомості про самого вчителя, характеристика його майстерності, розробки уроків, відвіданих викладачами кафедри, рецензії на уроки, реферати учителів, тексти виступів на спільних з кафедрою засіданнях та ін. 1987 року вийшли друком методичні поради «Самостійна робота з української мови студентів-заочників».
1985 року з доповіддю «Роль курсових і дипломних робіт в професійній підготовці студентів» виступила на конференції у Мінську, взяла участь у складанні програми з української мови.
На допомогу слухачам і викладачам відділу довузівської підготовки написала й надрукувала посібник «Українська мова: методичні поради» (1983 р.) і «Диктант абітурієнта» (1997).
1990 року Н. Я. Грипас повернулася на кафедру української мови філологічного факультету. Читала курс сучасної української літературної мови, шкільний курс мови і методики його викладання, лінгвістичного аналізу художнього тексту, а також спецкурс «Робота над текстом».
28 лютого 1991 р. отримала атестат професора.
Надія Грипас перебувала в постійному пошуку ефективних форм роботи зі студентами, започаткувала самостійну роботу студентів з нагромадження дидактичного матеріалу зі шкільного курсу мови для майбутньої роботи, формування «Скриньки молодого вчителя». Ретельно підготовлений нею посібник «Структура складного речення в сучасній українській літературній мові» (2001) дав можливість організовувати самостійну роботу студентів на кожному практичному і лабораторному занятті з сучасної української літературної мови на V курсі.
Основними напрямами науково-дослідної роботи були лінгвостилістичний і лінгводидактичний. Планова наукова тема «Розвиток зв'язного мовлення учнів на уроках української мови» знайшла відображення в кількох статтях. Її науковий доробок склав понад 80 друкованих праць обсягом понад 100 др. аркушів. Серед них — два підручники української мови для вищих навчальних закладів, 14 посібників, статті, тези доповідей, виголошених на конференціях у Києві, Мінську, Дрогобичі, Черкасах, Ніжині та ін.
Рецензувала Н. Я. Грипас автореферати кандидатських і докторських дисертацій. Починаючи з 1972 року, керувала підготовкою курсових та дипломних робіт. Вела науково-проблемну студентську групу «Розвиток зв'язного мовлення». Працювала з магістрантами: читала лекції і вела практичні заняття з сучасної української мови, керувала написанням магістерських робіт. Щорічно брала участь у роботі Малої академії наук як член або голова конкурсної комісії.
Активною була Грипас і в громадській роботі: виконувала доручення факультету (член ради факультету, член комісії з наукової роботи студентів, редактор збірників наукових праць), була членом вченої ради інституту, головою комісії з внутрішньовузівського контролю, членом університетської методичної ради, виконувала доручення МОН України як член комісії з обстеження стану навчально-виховного процесу в інших ВНЗ України, як член комісії зі складання навчального плану для педагогічних факультетів, як член державної комісії з розгляду та оцінки рукописів, навчальних посібників і програм з української мови.

## Нагороди
За сумлінну працю удостоєна медалі «Ветеран праці» (1984), знака «Відмінник народної освіти» (1986), почесного звання «Заслужений працівник народної освіти України» (1993).

## Наукові праці
- Сучасна українська літературна мова : [підруч. для студ. вищ. навч. закл.] / М.Я. Плющ, С.П. Бевзенко, Н.Я. Грипас [та ін.]. – К. : Вища школа, 1994. – 414 с.
- Українська мова. Фонетика. Орфографія. Морфологія: підручник / Н. Я. Грипас, М. Я. Плющ, Н. Я. Потелло. — К. : МАУП, 1995. — 124 с.
- Українська мова: довідник / Н. Я. Грипас, М. Я. Плющ. — 2-ге вид. — К. : Освіта, 1999.– 255 с.
- Структура складного речення в сучасній українській літературній мові: навч. посіб. / Н. Я. Грипас. — Кам'янець-Подільський: Кам'янець-Поділ. держ. пед. ун-т, 2001. — 112 с.
- Сучасна українська літературна мова : [підруч. для студ. філол. спец. вищ. навч. закл.] / М.Я. Плющ, С.П. Бевзенко, Н.Я. Грипас [та ін.]. – 4-те вид., переробл. і допов. – К. : Вища школа, 2003. – 430 с.

## Статті в журналах і збірниках наукових праць
- Цифра «промовляє» чи «грає»? / Н. Я. Грипас // Рідне слово. — 1971. — С. 81-84.
- Таблиця як засіб навчання мови / Н. Я. Грипас // Початкова школа. — 1983. — № 5. — С. 38-42.
- Естетичне виховання учнів на шевченківських традиціях образності слова / Н. Я. Грипас // Т. Г. Шевченко і Поділля: тези доп. наук.-практ. конф., присвяч. 175-річчю від дня народж. Т. Г. Шевченка. — Кам'янець-Подільський, 1989. — Ч. І. — С. 82-83.
- Навчально-виховний процес у малокомплектній школі : [рецензії і відгуки] / Н.Я. Грипас // Початкова школа. – 1989. – № 10. – С. 72-73.
- І.І. Огієнко про рідну мову в школі / Н. Я. Грипас // Духовна і науково-педагогічна діяльність І. І. Огієнка в контексті українського національного відродження (до 110-річчя від дня народження): тези доп. наук.-теорет. конф. — Кам'янець-Подільський, 1992. — С. 172—173.
- Два етапи у розвитку зв'язного мовлення учнів / Н. Я. Грипас // Збірник наукових праць Кам'янець-Подільського державного педагогічного інституту. Сер. філологічна. — Кам'янець-Подільський, 1993. — Вип. І. — С. 155—160.
- Стилістичні засоби реалізації контрасту в поетичному мовленні Тараса Шевченка / Н. Я. Грипас // Шевченко і Поділля: зб. наук. пр. за матер. другої всеукр. наук. конф., 20-21 трав. 1999 р. — Кам'янець-Подільський, 1999. — С. 144—147.